# Заводоуспенське
Заво́доуспе́нське (рос. Заводоуспенское) — селище у складі Тугулимського міського округу Свердловської області.
Населення — 1285 осіб (2010, 1465 у 2002).
До 12 жовтня 2004 року селище мало статус селища міського типу.